# Radiant

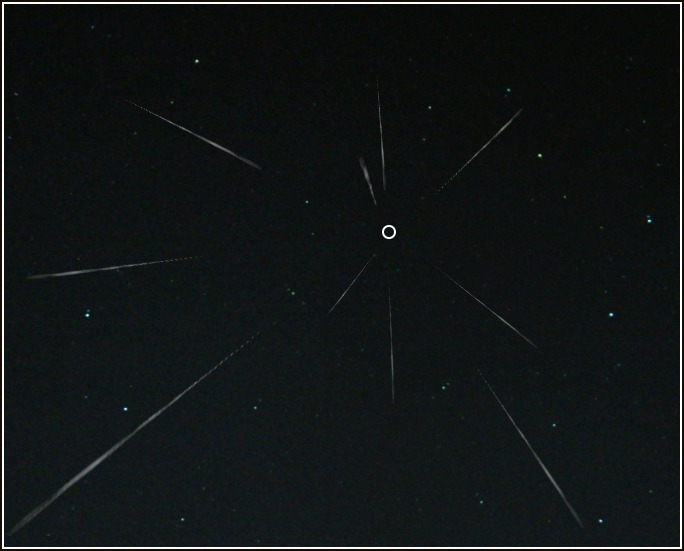
Schematické zobrazení stop meteorického roje. Radiant je označen kroužkem.

Radiant je v astronomii označení bodu na obloze, z něhož zdánlivě vyletují meteoroidy daného meteorického roje.
Vedlejší nákres schematicky znázorňuje stopy meteorů na noční obloze. Prodloužením jejich drah lze konstatovat, že se protínají v jednom bodě, který je na nákresu označen kroužkem. Protože pohyby Země i meteorického roje ve sluneční soustavě jsou malé, lze tento bod považovat za neměnný. Souhvězdí, v němž se tento bod nachází, pak slouží pro označení meteorického roje; například radiant perseid leží v souhvězdí Persea.
Meteorické roje jsou důsledkem sloupců prachu a drobných úlomků, které za sebou zanechávají komety. Tento prach a částice letí ve směru pohybu komety; meteorický roj vzniká, jestliže se atmosféra Země dostane se zbytky komet do styku. Vzhledem k tomu, že úlomky se pohybují všechny přibližně stejným směrem, meteoroidy dopadající do atmosféry zdánlivě vyletují z jednoho bodu na dráze komety.